# Ianuarius
Pour les articles homonymes, voir Januarius.

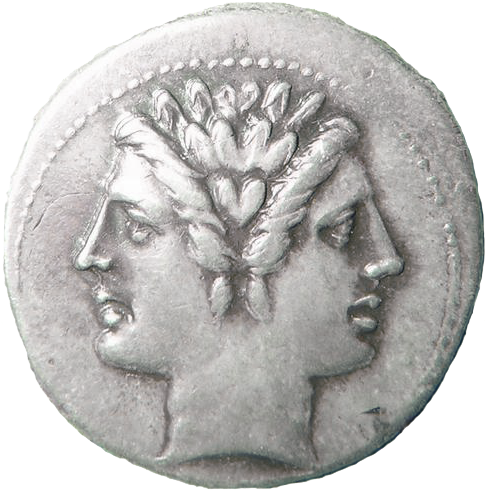
Monnaie à l'effigie de Janus.

Ianuarius (janvier) était le onzième mois du calendrier romain. Ce mois était dédié au dieu Ianus (Janus). À l’époque du roi Numa Pompilius, il comportait 29 jours ; avec le calendrier julien mis en place en 45 av. J.-C., le nombre de jours passe à 31. Janvier devient graduellement au cours du Moyen Âge, selon les pays, le 1er mois de l’année à la place de mars. 
Note : la lettre J est apparue au Moyen Âge, ainsi Ianuarius est devenu Januarius avec le temps.

## Liste des jours
| Janvier | Ianuarius                                             |
| ------- | ----------------------------------------------------- |
| 1       | Kalendis Ianuariis                                    |
| 2       | ante diem IV (quartum) Nonas Ianuarias                |
| 3       | ante diem III (tertium) Nonas Ianuarias               |
| 4       | pridie Nonas Ianuarias                                |
| 5       | Nonis Ianuariis                                       |
| 6       | ante diem VIII (octavum) Idus Ianuarias               |
| 7       | ante diem VII (septimum) Idus Ianuarias               |
| 8       | ante diem VI (sextum) Idus Ianuarias                  |
| 9       | ante diem V (quintum) Idus Ianuarias                  |
| 10      | ante diem IV (quartum) Idus Ianuarias                 |
| 11      | ante diem III (tertium) Idus Ianuarias                |
| 12      | pridie Idus Ianuarias                                 |
| 13      | Idibus Ianuariis                                      |
| 14      | ante diem XIX (undevicesimum) Kalendas Februarias     |
| 15      | ante diem XVIII (duodevicesimum) Kalendas Februarias  |
| 16      | ante diem XVII (septimum decimum) Kalendas Februarias |
| 17      | ante diem XVI (sextum decimum) Kalendas Februarias    |
| 18      | ante diem XV (quintum decimum) Kalendas Februarias    |
| 19      | ante diem XIV (quartum decimum) Kalendas Februarias   |
| 20      | ante diem XIII (tertium decimum) Kalendas Februarias  |
| 21      | ante diem XII (duodecimum) Kalendas Februarias        |
| 22      | ante diem XI (undecimum) Kalendas Februarias          |
| 23      | ante diem X (decimum) Kalendas Februarias             |
| 24      | ante diem IX (nonum) Kalendas Februarias              |
| 25      | ante diem VIII (octavum) Kalendas Februarias          |
| 26      | ante diem VII (septimum) Kalendas Februarias          |
| 27      | ante diem VI (sextum) Kalendas Februarias             |
| 28      | ante diem V (quintum) Kalendas Februarias             |
| 29      | ante diem IV (quartum) Kalendas Februarias            |
| 30      | ante diem III (tertium) Kalendas Februarias           |
| 31      | pridie Kalendas Februarias                            |

## Source
Histoire romaine à l'usage de la jeunesse. Revue et complétée par l'Abbé Courval. Librairie Poussielgue. 1887